# Nationalliberale Partei (Japan)
Die Nationalliberale Partei (国民自由党, Kokumin Jiyutō, englisch National Liberal Party) war eine ultranationalistische politische Partei im Japanischen Kaiserreich in der Meiji-Zeit.

## Geschichte
Die Nationalliberale Partei wurde im Oktober 1890 
von fünf Mitgliedern des im Juli gewählten Repräsentantenhauses mit Sitz in Kyūshū gegründet. Dies geschah nach einem gescheiterten Versuch, die Liberale Partei und Konstitutionelle Reformerpartei (立憲改進党, Rikken Kaishintō, englisch Constitutional Reform Party) zu vereinen. Die meisten Vertreter waren zuvor Mitglieder des Daidō Clubs gewesen. 
Die neue Partei wurde im folgenden Jahr aufgelöst.